# Нолан, Джордан
Джордан Нолан (англ. Nolan Jordan; род. 23 июня 1989, г. Сент-Катаринс, Канада) — канадский хоккеист, центральный нападающий, двукратный обладатель Кубка Стэнли в 2012 и 2014 годах в составе «Лос-Анджелес Кингз». Выступает за «Сент-Луис Блюз» в Национальной хоккейной лиге.
Нолан выступал в ОХЛ за «Эри Оттерс», «Винздор Спитфайерс» и «Су-Сент-Мари Грейхаундз». На драфте НХЛ 2009 года выбран в 7 раунде под общим 186 клубом «Лос-Анджелес Кингз». В первом же сезоне в составе «Королей» стал обладателем Кубка Стэнли, сыграв в 20 матчах в плей-офф и набрав 2 (1+1) очка.
В сезоне 2017/18 был выставлен «Лос-Анджелесом» на драфт отказов, откуда его забрал «Баффало Сейбрз».